# Jeslynn Kuijpers
Jeslynn Kuijpers (Tilburg, 23 juni 1995) is een Nederlands voetballer die sinds 2012 uitkomt voor PSV/FC Eindhoven.

## Carrière
Op 8-jarige leeftijd begon Kuijpers met voetbal bij SC 't Zand. Drie jaar later stapte ze over naar een jongenselftal van de club. Als speelster van die club debuteerde ze in de Eredivisie Vrouwen voor Willem II, alwaar de club een samenwerkingsverband mee had. Na nog een jaar voor SV Venray gespeeld te hebben ging ze in de zomer van 2011 naar VVV-Venlo. In 2012 stapte ze over naar PSV/FC Eindhoven.

## Erelijst
- Talent van het jaar: 1

2011/12

## Statistieken
| Seizoen | Club             | Land      | Competitie          | Wed. | Goals |
| ------- | ---------------- | --------- | ------------------- | ---- | ----- |
| 2009/10 | Willem II        | Nederland | Eredivisie          | 4    | 0     |
| 2010/11 | SV Venray        | Nederland | Hoofdklasse         | 11   | 10    |
| 2011/12 | VVV-Venlo        | Nederland | Eredivisie          | 17   | 6     |
| 2012/13 | PSV/FC Eindhoven | Nederland | Women's BeNe League | 2    | 0     |
| Totaal  | Totaal           | Totaal    | Totaal              | 23   | 16    |

Bijgewerkt op 2 september 2012
1 Evrard ·
2 Thrige ·
3 Hendriks ·
4 Buurman ·
5 Bross ·
6 Folkertsma ·
9 Smits ·
10 Ripa ·
11 Jansen ·
14 Strik ·
16 Alkemade ·
17 Jacobs ·
18 Dessing ·
19 Stoit ·
20 Nijstad ·
21 Lacroix ·
22 Derks ·
23 Kemper-Moorrees ·
24 Henschen ·
25 Frijns ·
26 Pondes ·
27 Xhemaili ·
29 Kalma ·
30 Verheijen ·
Coach: Ten Berge
· Assistent-coach: Van Dael